# Biến động ngụ ý
Trong toán học tài chính, biến động ngụ ý của một hợp đồng quyền chọn là giá trị của các biến động của các công cụ cơ bản đó, mà khi đầu vào trong một mô hình định giá quyền chọn (chẳng hạn như Black-Scholes) sẽ trả về một giá trị lý thuyết bằng với giá thị trường hiện tại của tùy chọn. Một công cụ tài chính phi tùy chọn có nhúng quyền chọn, chẳng hạn như một trần lãi suất, cũng có thể có một biến động ngụ ý. Biến động ngụ ý, một biện pháp hướng tới tương lai và chủ quan, khác với biến động lịch sử bởi vì biến động lịch sử được tính từ các hoàn vốn đã biết quá khứ của một chứng khoán.

## Biến động
Một mô hình định giá quyền chọn, chẳng hạn như Black-Scholes, sử dụng nhiều nguyên liệu đầu vào để lấy được một giá trị lý thuyết cho một lựa chọn. Đầu vào cho mô hình định giá khác nhau tùy thuộc vào loại tùy chọn được định giá và mô hình định giá được sử dụng. Tuy nhiên, nói chung, giá trị của một lựa chọn phụ thuộc vào ước tính của các biến động giá thực hiện trong tương lai, σ, của cơ bản. Hoặc, toán học:
{\displaystyle C=f(\sigma ,\cdot )\,}
nơi C là giá trị lý thuyết của một lựa chọn, và e là một mô hình giá cả mà phụ thuộc vào σ, cùng với các yếu tố đầu vào khác.
Chức năng f là đơn điệu tăng trong σ, có nghĩa là một giá trị cao hơn cho kết quả biến động trong một lý thuyết giá trị cao hơn của các tùy chọn. Ngược lại, bởi các lý chức năng nghịch đảo, có thể có nhiều nhất một giá trị cho σ rằng, khi áp dụng như một đầu vào {\displaystyle f(\sigma ,\cdot )\,}, sẽ dẫn đến một giá trị cụ thể cho C.
Đưa vào các điều khoản khác, giả sử rằng có một số chức năng nghịch đảo g = f -1, như vậy mà
{\displaystyle \sigma _{\bar {C}}=g({\bar {C}},\cdot )\,}
đâu {\displaystyle \scriptstyle {\bar {C}}\,} là giá thị trường cho một lựa chọn. Giá trị {\displaystyle \sigma _{\bar {C}}\,} là sự biến động ngụ ý bằng giá thị trường {\displaystyle \scriptstyle {\bar {C}}\,}, hoặc các biến động ngụ ý.
Nói chung, nó không phải là có thể cung cấp cho một công thức hình thức đóng cửa cho biến động ngụ ý về giá cả cuộc gọi. Tuy nhiên, trong một số trường hợp (đình công lớn, tấn công thấp, hạn sử dụng ngắn, hết hạn lớn) có thể cung cấp cho một mở rộng tiệm cận của biến động ngụ ý về giá cả cuộc gọi.

### Ví dụ
Một tùy chọn gọi châu Âu, {\displaystyle C_{XYZ}\,}, trên 100 cổ phiếu không cổ tức chi trả XYZ Corp Tùy chọn này được đánh giá $ 50 và hết hạn trong 32 ngày. Các mức lãi suất phi rủi ro là 5%. Cổ phiếu XYZ hiện đang giao dịch ở mức 51,25 $ và giá thị trường hiện tại {\displaystyle C_{XYZ}\,} là $ 2.00. Sử dụng một mô hình định giá Black-Scholes tiêu chuẩn, sự biến động ngụ ý bằng giá thị trường {\displaystyle C_{XYZ}\,} là 18,7%, hoặc:
{\displaystyle \sigma _{\bar {C}}=g({\bar {C}},\cdot )=18.7\%\,}
Để xác minh, chúng tôi áp dụng các biến động ngụ ý trở lại vào mô hình định giá, e và chúng tôi tạo ra một giá trị lý thuyết của 2,0004 $:
{\displaystyle C_{theo}=f(\sigma _{\bar {C}},\cdot )=\$2.0004\,}
trong đó khẳng định tính toán của chúng ta về biến động ngụ ý của thị trường.

## Giải hàm mô hình giá ngược
Nói chung, một mô hình chức năng định giá, f, không có một giải pháp thức đóng cho nghịch đảo của nó, g. Thay vào đó, việc tìm kiếm gốc kỹ thuật được sử dụng để giải quyết các phương trình:
{\displaystyle f(\sigma _{\bar {C}},\cdot )-{\bar {C}}=0\,}
Trong khi có nhiều kỹ thuật cho việc tìm kiếm nguồn gốc, hai trong số các thường được sử dụng nhất là phương pháp của Newton và phương pháp Brent. Bởi vì giá tùy chọn có thể di chuyển rất nhanh, nó thường là rất quan trọng để sử dụng phương pháp hiệu quả nhất khi tính toán biến động ngụ ý.
Phương pháp của Newton cung cấp hội tụ nhanh, tuy nhiên, nó đòi hỏi phái sinh đầu tiên một phần của lý thuyết giá trị của tùy chọn liên quan đến biến động với, tức là {\displaystyle {\frac {\partial C}{\partial \sigma }}\,}, mà còn được gọi là Vega (xem Người Hy Lạp). Nếu chức năng mô hình định giá mang lại một giải pháp đóng dạng cho Vega, đó là trường hợp của Black-Scholes mô hình, sau đó phương pháp của Newton có thể có hiệu quả hơn. Tuy nhiên, nhiều mô hình giá thực tế nhất, chẳng hạn như một mô hình nhị thức, đây không phải là trường hợp và Vega phải xuất phát về số lượng. Khi bị buộc phải giải quyết cho Vega số, nó thường chỉ ra rằng phương pháp Brent là hiệu quả hơn như một kỹ thuật gốc phát hiện.

## Biến động ngụ ý là thước đo giá trị tương đối
Thông thường, biến động ngụ ý của một lựa chọn là một biện pháp hữu ích hơn của giá trị tương đối của lựa chọn hơn so với giá của nó. Lý do là giá của một lựa chọn phụ thuộc trực tiếp nhất về giá của tài sản cơ bản của nó. Nếu một lựa chọn được tổ chức như một phần của một trung đồng bằng danh mục đầu tư (có nghĩa là, một danh mục đầu tư được tự bảo hiểm đối với di chuyển nhỏ trong giá của nằm bên dưới), sau đó là yếu tố quan trọng nhất tiếp theo trong việc xác định giá trị của các tùy chọn sẽ biến động ngụ ý của nó.
Biến động ngụ ý là rất quan trọng là lựa chọn thường được trích dẫn trong điều kiện biến động chứ không phải là giá cả, đặc biệt là giữa thương nhân chuyên nghiệp.

### Ví dụ
Một lựa chọn cuộc gọi được giao dịch ở mức 1,50 $ với cơ bản giao dịch ở mức 42,05 $. Các biến động ngụ ý của các tùy chọn được xác định là 18,0%. Một thời gian ngắn sau đó, tùy chọn này là giao dịch ở mức 2,10 $ với cơ bản tại 43,34 $, năng suất một biến động ngụ ý của 17,2%. Mặc dù giá của lựa chọn là cao hơn ở phép đo thứ hai, nó vẫn được coi là rẻ hơn dựa trên biến động. Lý do là các cơ bản cần thiết để tự bảo hiểm tùy chọn cuộc gọi có thể được bán với giá cao hơn.

## Biến động ngụ ý là một giá cả
Một cách khác để nhìn vào biến động ngụ ý là để nghĩ về nó như một giá, không phải là một biện pháp di chuyển cổ phiếu trong tương lai. Theo quan điểm này nó chỉ đơn giản là một cách thuận tiện hơn để giao tiếp giá lựa chọn không phải là tiền. Giá là khác nhau trong tự nhiên từ số lượng thống kê: người ta có thể ước tính biến động của lợi nhuận cơ bản tương lai sử dụng bất kỳ của một số lượng lớn các phương pháp ước lượng, tuy nhiên, số một được không phải là một mức giá. Một mức giá yêu cầu hai đối tác, một người mua và người bán. Giá được xác định bởi cung và cầu. Ước tính thống kê phụ thuộc vào chuỗi thời gian và cấu trúc toán học của mô hình được sử dụng. Nó là một sai lầm để gây nhầm lẫn một mức giá, trong đó hàm ý một giao dịch, với kết quả của một dự toán thống kê, mà chỉ đơn thuần là những gì đi ra của một phép tính. Biến động bất thường ngụ ý là giá: họ đã được bắt nguồn từ các giao dịch thực tế. Nhìn thấy trong ánh sáng này, nó không phải là đáng ngạc nhiên là biến động bất thường ngụ ý có thể không phù hợp với những gì một mô hình thống kê cụ thể sẽ dự đoán.

## Biến động ngụ ý phi hằng
Nói chung, lựa chọn dựa trên cùng cơ bản nhưng với các giá trị cuộc tấn công khác nhau và thời gian hết hạn sẽ mang lại biến động bất thường ngụ ý khác nhau. Điều này thường được xem như là bằng chứng cho thấy biến động của một cơ bản là không đổi nhưng thay vì phụ thuộc vào các yếu tố như mức giá của các cơ sở, không đúng giá của cơ bản gần đây, và thời gian qua. Thấy biến động ngẫu nhiên và biến động nụ cười để biết thêm thông tin.

## Các công cụ biến động
Dụng cụ biến động là những công cụ tài chính theo giá trị biến động ngụ ý của chứng khoán phái sinh khác. Ví dụ, CBOE Volatility Index (VIX) được tính theo bình quân gia quyền của biến động ngụ ý khả năng tùy chọn khác nhau trên 500 chỉ số S & P. Ngoài ra còn có các chỉ số biến động thường tham chiếu khác như chỉ số VXN (chỉ số Nasdaq 100 tương lai chỉ số đo biến động), các QQV (QQQ đo lường biến động), IVX - Index biến động ngụ ý (một biến động cổ phiếu dự kiến trong khoảng thời gian tương lai cho bất kỳ chứng khoán Mỹ và ngoại tệ giao dịch cụ), cũng như các tùy chọn và tương lai các dẫn xuất trực tiếp dựa trên các chỉ số biến động chính mình.